# Syndicat national des industriels de la nutrition animale
Créé en 1971, le Syndicat national des industriels de la nutrition animale (SNIA) est une organisation professionnelle regroupant les industriels de la nutrition animale.
Ce syndicat permet le dialogue entre les entreprises de nutrition animale, les autres filières professionnelles et l'environnement politico-économique. Son champ d'action se situe tant au niveau national qu'européen.

## Le rôle du SNIA
Le SNIA suit les dossiers d'actualités du secteur de la nutrition animale comme ceux, du soutien à l'élevage, des OGM, de l'environnement,de la politique agricole commune (PAC), de l'OMC, de la sécurité sanitaire et des facteurs de croissance. 
Le syndicat siège également au Conseil Scientifique de la Nutrition Animale, avec d'autres organisations de la nutrition animale.
En 2020, le syndicat lance une démarche sectorielle de RSE.